# 内山惣十郎
内山 惣十郎（うちやま そうじゅうろう、1897年12月19日 - 1973年2月6日）は、日本の演出家、劇作家、脚本家、作詞家、俳優である。浅草オペラの時代（1917年 - 1923年）に、その草創期から関わった。榎本健一『カフェー・ナンセンス』の作詞家としても知られる。

## 人物・来歴
1897年（明治30年）12月19日、東京府（現在の東京都）に竹内壮治として生まれる。
1920年（大正9年）9月3日、22歳のころ、根岸興行部の三代目・根岸吉之助が組織した「根岸大歌劇団」に立ち上げから参加する。同歌劇団が根城にした浅草公園六区・金龍館で、俳優のほか、舞台装置、演出を手がけた。
1923年（大正12年）9月1日、関東大震災によって首都は壊滅、浅草六区の興行街も甚大な被害を受け、浅草オペラも終焉に向かった。映画界、演劇界の人材が関西に新天地を求めるなかで、内山も帝国キネマ芦屋撮影所に移り、翌1924年（大正13年）6月26日に公開された若山治監督のサイレント映画『恋慕地獄』で、映画脚本家デビューした。
後に東京に戻り、浅草六区・電気館のレヴュー台本を書いた。1931年（昭和6年）8月発売の榎本健一のレコード『カフェー・ナンセンス』の作詞をする。1934年（昭和9年）、日本劇場の演出部長に就任した。
1945年（昭和20年）8月15日の第二次世界大戦の終結後は放送台本を執筆した。1958年（昭和33年）には、日本テレビ製作の『新吾十番勝負』の脚本で、テレビ映画に進出した。
1973年（昭和48年）2月6日、死去した。満75歳没。

## フィルモグラフィ

### サイレント映画
- 『恋慕地獄』、監督若山治、帝国キネマ芦屋撮影所、1924年6月26日 - 脚本
- 『恋の勇者』、監督松本英一、帝国キネマ芦屋撮影所、1924年10月10日 - 原作
- 『或る兄弟』、監督大久保忠素、松竹下加茂撮影所、1925年4月9日 - 脚本
- 『結婚哲学』、監督深川ひさし、帝国キネマ芦屋撮影所、1927年2月27日 - 原作
- 『ゴー・ストップ』、監督石原英吉、東亜キネマ京都撮影所、1931年7月7日 - 原作

### テレビ映画
- 『新吾十番勝負』、原作川口松太郎、日本テレビ、1958年12月2日 - 1960年3月29日 - 脚本
- 『水戸黄門漫遊記』、脚本西川清之、日本テレビ、1960年4月7日 - 同年12月29日 - 原作
- 『人生の四季』第21回・第22回、『真珠』前編・後編、日本テレビ、1961年10月19日・26日 - 脚本

## ビブリオグラフィ
国立国会図書館所蔵作品リスト。
- 『浅草オペラの生活』、雄山閣出版、1967年
- 『明治はいから物語』、人物往来社、1968年
- 生活史叢書22『落語家の生活』、雄山閣出版、1971年
- 生活史叢書29『浪曲家の生活』、雄山閣出版、1974年

## 関連事項
- 浅草オペラ
- 根岸大歌劇団
- 金龍館

## 註
1. 1 2 3 4 5 6 7 8  コトバンクサイト内の記事「内山惣十郎」の記述を参照。
2. ↑  篠原正雄『歌劇の民衆化時代を語る』（『音楽之友』、第2巻第7号、1942年7月、p.68 - 75）の記述を参照。「『音楽之友』記事に関するノート 1942年7月」で要約を読むことができる。
3. ↑  #フィルモグラフィを参照。
4. ↑  国立国会図書館蔵書検索・申込システム「NDL-OPAC」での「内山惣十郎」の検索結果を参照。